# Шарль Був'є
Шарль Був'є (фр. Charles Bouvier; 28 серпня 1898 — 1964) — швейцарський бобслеїст и футболіст. Чемпіон зимових Олімпійских ігор 1936 року з бобслею серед екіпажів четвірок, срібний призер літніх Олімпійських ігор 1924 року з футболу. Чемпіон Швейцарії і володар Кубка Швейцарії в складі футбольного клубу «Серветт».

## Виступи за збірну
1920 року дебютував в офіційних матчах у складі національної збірної Швейцарії. Протягом кар'єри у національній команді, яка тривала 5 років, провів у її формі 5 матчів.
У складі збірної був учасником  футбольного турніру на Олімпійських іграх 1924 року в Парижі. На поле не виходив, був лише у заявці команди.

## Клубна кар'єра
Виступав у складі клубу «Серветт». В той час чемпіонат Швейцарії проводився за таким регламентом: команди були поділені на три групи за географічним принципом — Захід, Центр і Схід, а у фінальному турнірі грали лише переможці цих груп. «Серветт» був лідером Західного дивізіону (також його називали франкомовним) і дев'ять розіграшів поспіль в 1918—1926 роках вигравав його. Був'є грав у команді починаючи з сезону 1919-20.
В фінальному турнірі чемпіонату Швейцарії команда виступала з перемінним успіхом. В 1920 році «Серветт» переміг «Грассгоппер» (2:1), програв «Янг Бойзу» (0:4) і став срібним призером чемпіонату. В 1921 році у фінальному турніри грали ті самі три команди, що й роком раніше. «Серветт» поступився обом: 0:5 «Грассгопперу» і 1:3 «Янг Бойзу». В тому ж 1921 році «гранатові» отримали першого тренера, котрим став англієць Тедді Дакворт, що незмінно працюватиме з командою до 1929 року. В 1922 році клуб нарешті зумів виграти чемпіонський титул, обігравши у фінальному турнірі «Блю Старз» (1:0) і «Люцерн» (2:0). В 1923 році «Серветт» посів третє місце у фінальному турнірі, але той розіграш пізніше був оголошений нерозіграним, бо його переможець «Берн» використовував незаявленого гравця ще на груповому турнірі. В 1924 році клуб з Женеви з однаковим рахунком 0:1 поступився «Нордштерну» і «Цюриху».
Два наступні фінальні турніри чемпіонату Швейцарії «Серветт» виграв. В 1925 році команда зіграла в першому матчі 0:0 з «Янг Фелловз», а у вирішальній грі перемогла з рахунком 1:0 «Берн» завдяки голу Раймона Пасселло. В 1926 році Був'є був відсутній у складі команди.
Але вже в наступному 1927 році повернувся в клуб, а «Серветт» вперше з 1918 року не зумів виграти Західну лігу, поступившись одним очком «Білю». В наступному році клуб знову був другим у своїй лізі, суттєво поступившись «Етуалю». Але в тому ж 1928 році «Серветту» вдалось вперше виграти Кубок Швейцарії. У фіналі команда перемогла «Грассгоппер» з рахунком 5:1.
В 1929 році «Серветт» став лише четвертим у Західній лізі, а в 1930 році — другим. Але на той момент фінальний турнір чемпіонату Швейцарії було розширено до шести учасників, по двоє найкращих з кожної групи. Клуб з Женеви виграв усі свої матчі фінального турніру і став чемпіоном Швейцарії після трирічної перерви.

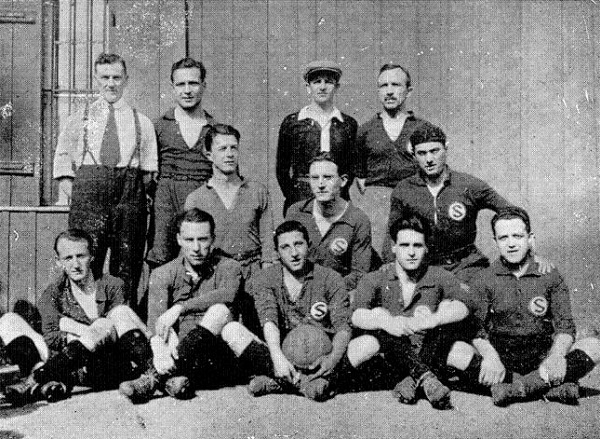
Чемпіонська команда «Серветта» 1922 року. Зліва направо. Верхній ряд: тренер Дакворт, Був'є, Деззібур, Фельман; середній ряд: Ріхард, Піхлер, Пер'є; нижній ряд: Жаннен, Паш, Менготті, Берр'єре, Бедуре.

Влітку 1930 року на честь відкриття стадіону «Стад-де-Шарміль» «Серветт» став організатором Кубка Націй, престижного футбольного міжнародного змагання. Запрошення отримали 12 провідних футбольних федерацій Європи того часу. Відмовились Англія і Португалія, а інші десять країн делегували своїх представників, причому, діючих чемпіонів або володарів національних кубків. Винятком стала лише Іспанія, яку представляв «Реал Уніон», що став шостим у чемпіонаті, але цей клуб був підсилений кількома гравцями з інших іспанських команд. Перед турніром в «Серветт» повернувся тренер Тедді Дакворт. В першому раунді клуб розгромно програв австрійській «Вієнні» з рахунком 0:7. Але формат змагань був таким, що команди, які поступились у першій грі, потрапляли в додатковий раунд. Господарі обіграли бельгійський «Серкль» (Брюгге) з рахунком 2:1 і вийшли в чвертьфінал, де переграли сильну італійську «Болонью» — 4:1 (Був'є зіграв лівого нападника і забив один з голів). В півфіналі «Серветт» поступився з рахунком 0:3 угорському «Уйпешту», майбутньому чемпіону. В матчі за 3 місце швейцарці вдруге програли з великим рахунком «Вієнні» — 1:5. Був'є грав у трьох матчах, обидві гри з «Вієнною» пропустив.
Востаннє Був'є грав в складі «Серветта» в чемпіонаті 1930-31, в якіому зіграв 8 матчів і забив 2 голи.

## Виступи за збірну
1920 року дебютував в офіційних матчах у складі національної збірної Швейцарії. Протягом кар'єри у національній команді, яка тривала 5 років, провів у її формі 5 матчів.
У складі збірної був у заявці на футбольний турнір на Олімпійських іграх 1924 року в Парижі, де команда завоювала «срібло». Був'є і ще кілька гравців не були присутні безпосередньо в Парижі, а входили до розширеного запасу.

## Бобслей
Після завершення ігрової футбольний кар'єри Був'є зайнявся бобслеєм. У 1935 році екіпаж четвірки у складі П'єра Мюзі, Арнольда Ґартмана, Йозефа Берлі та Шарля Був'є завоював срібло чемпіонату світу, програвши лише німецькій команді під керівництвом Ганса Кіліана. Через рік на зимових Олімпійських іграх 1936 учасники цього екіпажу стали олімпійськими чемпіонами, перемігши інший швейцарський екіпаж під керівництвом Рето Кападрутта. На тих же іграх Був'є виступав у двійках разом із Кападруттом, і їхня команда посіла 7-е місце.

## Титули і досягнення

### Футбол
- Срібний олімпійський призер: 1924
- Чемпіон Швейцарії (3):

«Серветт»: 1921–1922, 1924–1925, 1929–1930
- Володар Кубка Швейцарії (1):

«Серветт»: 1927–1928

### Бобслей
- Олімпійський чемпіон:

Бобслей (четвірки): 1936
- Срібний призер чемпіонату світу:

Бобслей (четвірки): 1935